# Apache 207/Diskografie
Diese Diskografie ist eine Übersicht über die musikalischen Werke des deutschen Rappers und Sängers Apache 207. Den Schallplattenauszeichnungen zufolge hat er bisher mehr als 13 Millionen Tonträger verkauft, davon allein in Deutschland über zwölf Millionen, womit er zu den Interpreten mit den meisten verkauften Tonträgern des Landes zählt. Seine erfolgreichste Veröffentlichung ist die Single Roller mit über zwei Millionen verkauften Einheiten.
Roller verkaufte sich alleine in Deutschland über 1,8 Millionen Mal, womit es nicht nur die meistverkaufte Rap-Single des Landes, sondern genreübergreifend zu den meistverkauften Singles in Deutschland zählt. Apache 207 stellt mit Roller zudem die zweiterfolgreichste Single eines einheimischen Künstlers, nur Der lachende Vagabund von Fred Bertelmann konnte sich öfters verkaufen.
Darüber hinaus stand Apache 207 insgesamt 41 Wochen an der Spitze der deutschen Singlecharts, solange wie kein anderer männlicher deutscher Solokünstler. Roller war zwischenzeitlich das Lied, das sich am längsten in den deutschen Singlecharts platzieren konnte. Weiter ist seine Zusammenarbeit mit Udo Lindenberg, Komet, mit 21 Wochen das am häufigsten auf Rang eins platzierte Lied seit Einführung der wöchentlichen Singlecharts 1971.

## Alben

### Studioalben
| Jahr | Titel Musiklabel               | Höchstplatzierung, Gesamtwochen, AuszeichnungChartplatzierungen (Jahr, Titel, Musiklabel, Platzierungen, Wochen, Auszeichnungen, Anmerkungen) | Höchstplatzierung, Gesamtwochen, AuszeichnungChartplatzierungen (Jahr, Titel, Musiklabel, Platzierungen, Wochen, Auszeichnungen, Anmerkungen) | Höchstplatzierung, Gesamtwochen, AuszeichnungChartplatzierungen (Jahr, Titel, Musiklabel, Platzierungen, Wochen, Auszeichnungen, Anmerkungen) | Anmerkungen                                             |
| Jahr | Titel Musiklabel               | DE | AT | CH | Anmerkungen                                             |
| ---- | ------------------------------ | --- | --- | --- | ------------------------------------------------------- |
| 2020 | Treppenhaus TwoSides (Sony)    | DE1 Gold · (116 Wo.)DE | AT1 (48 Wo.)AT | CH1 Gold · (29 Wo.)CH | Erstveröffentlichung: 31. Juli 2020 Verkäufe: + 110.000 |
| 2021 | 2sad2disco TwoSides (Sony)     | DE56 (5 Wo.)DE | AT38 (1 Wo.)AT | CH60 (1 Wo.)CH | Erstveröffentlichung: 10. Dezember 2021                 |
| 2023 | Gartenstadt Feder Musik (Sony) | DE1 Gold · (83 Wo.)DE | AT1 (28 Wo.)AT | CH2 (28 Wo.)CH | Erstveröffentlichung: 9. Juni 2023 Verkäufe: + 75.000   |

### EPs
| Jahr | Titel Musiklabel            | Höchstplatzierung, Gesamtwochen, AuszeichnungChartplatzierungen (Jahr, Titel, Musiklabel, Platzierungen, Wochen, Auszeichnungen, Anmerkungen) | Höchstplatzierung, Gesamtwochen, AuszeichnungChartplatzierungen (Jahr, Titel, Musiklabel, Platzierungen, Wochen, Auszeichnungen, Anmerkungen) | Höchstplatzierung, Gesamtwochen, AuszeichnungChartplatzierungen (Jahr, Titel, Musiklabel, Platzierungen, Wochen, Auszeichnungen, Anmerkungen) | Anmerkungen                                                |
| Jahr | Titel Musiklabel            | DE | AT | CH | Anmerkungen                                                |
| ---- | --------------------------- | --- | --- | --- | ---------------------------------------------------------- |
| 2019 | Platte TwoSides (Sony)      | DE4 Platin · (… Wo.)DE | AT4 (70 Wo.)AT | CH11 Platin · (65 Wo.)CH | Erstveröffentlichung: 25. Oktober 2019 Verkäufe: + 220.000 |
| 2025 | Gesegnet Feder Musik (Sony) | DE2 (16 Wo.)DE | AT5 (5 Wo.)AT | CH3 (11 Wo.)CH | Erstveröffentlichung: 17. Januar 2025 mit Luciano          |

## Singles

### Als Leadmusiker
| Jahr | Titel Album                                  | Höchstplatzierung, Gesamtwochen, AuszeichnungChartplatzierungen (Jahr, Titel, Album, Platzierungen, Wochen, Auszeichnungen, Anmerkungen) | Höchstplatzierung, Gesamtwochen, AuszeichnungChartplatzierungen (Jahr, Titel, Album, Platzierungen, Wochen, Auszeichnungen, Anmerkungen) | Höchstplatzierung, Gesamtwochen, AuszeichnungChartplatzierungen (Jahr, Titel, Album, Platzierungen, Wochen, Auszeichnungen, Anmerkungen) | Anmerkungen                                                                     |
| Jahr | Titel Album                                  | DE | AT | CH | Anmerkungen                                                                     |
| --- | -------------------------------------------- | --- | --- | --- | ------------------------------------------------------------------------------- |
| 2018 | Kleine Hure –                                | — | — | — | Erstveröffentlichung: 31. Mai 2018                                              |
| 2018 | Sag mir wer –                                | — | — | — | Erstveröffentlichung: 4. Juli 2018                                              |
| 2018 | Ferrari Testarossa –                         | — | — | — | Erstveröffentlichung: 15. August 2018                                           |
| 2018 | NoNo –                                       | — | — | — | Erstveröffentlichung: 13. Oktober 2018                                          |
| 2018 | Sidechickz –                                 | — | — | — | Erstveröffentlichung: 22. November 2018                                         |
| 2018 | Durch die Straßen –                          | — | — | — | Erstveröffentlichung: 15. Dezember 2018                                         |
| 2018 | Famous –                                     | — | — | — | Erstveröffentlichung: 28. Dezember 2018                                         |
| 2019 | Kein Problem –                               | DE17 Platin · (30 Wo.)DE | AT59 Platin · (9 Wo.)AT | CH— GoldCH | Erstveröffentlichung: 5. April 2019 Verkäufe: + 440.000                         |
| 2019 | Brot nach Hause –                            | DE49 Gold · (17 Wo.)DE | AT— GoldAT | CH— GoldCH | Erstveröffentlichung: 10. Mai 2019 Verkäufe: + 225.000                          |
| 2019 | Nicht wie du –                               | DE54 (2 Wo.)DE | — | — | Erstveröffentlichung: 14. Juni 2019                                             |
| 2019 | 2 Minuten –                                  | DE35 Gold · (21 Wo.)DE | AT— GoldAT | — | Erstveröffentlichung: 12. Juli 2019 Verkäufe: + 215.000                         |
| 2019 | Roller Platte                                | DE1 ×9Neunfachgold · (224 Wo.)DE | AT2 ×5Fünffachplatin · (98 Wo.)AT | CH4 ×3Dreifachplatin · (74 Wo.)CH | Erstveröffentlichung: 23. August 2019 Verkäufe: + 2.010.000                     |
| 2019 | 200 km/h Platte                              | DE4 ×2Doppelplatin · (47 Wo.)DE | AT7 ×2Doppelplatin · (31 Wo.)AT | CH11 Platin · (22 Wo.)CH | Erstveröffentlichung: 20. September 2019 Verkäufe: + 880.000                    |
| 2019 | Wieso tust du dir das an? Platte             | DE1 ×3Dreifachgold · (26 Wo.)DE | AT4 Platin · (17 Wo.)AT | CH4 Platin · (13 Wo.)CH | Erstveröffentlichung: 18. Oktober 2019 Verkäufe: + 650.000                      |
| 2020 | Matrix Treppenhaus                           | DE2 Gold · (12 Wo.)DE | AT3 Gold · (6 Wo.)AT | CH14 Gold · (4 Wo.)CH | Erstveröffentlichung: 24. Februar 2020 Verkäufe: + 225.000                      |
| 2020 | Fame Treppenhaus                             | DE1 ×3Dreifachgold · (29 Wo.)DE | AT1 Platin · (17 Wo.)AT | CH1 Platin · (13 Wo.)CH | Erstveröffentlichung: 8. Mai 2020 Verkäufe: + 650.000                           |
| 2020 | Boot Treppenhaus                             | DE1 Platin · (17 Wo.)DE | AT2 Gold · (8 Wo.)AT | CH4 Gold · (7 Wo.)CH | Erstveröffentlichung: 5. Juni 2020 Verkäufe: + 425.000                          |
| 2020 | Bläulich Treppenhaus                         | DE1 ×3Dreifachgold · (33 Wo.)DE | AT1 Platin · (21 Wo.)AT | CH3 Platin · (20 Wo.)CH | Erstveröffentlichung: 3. Juli 2020 Verkäufe: + 650.000                          |
| 2020 | Unterwegs Treppenhaus                        | DE1 Gold · (11 Wo.)DE | AT6 Gold · (6 Wo.)AT | CH6 Gold · (5 Wo.)CH | Erstveröffentlichung: 24. Juli 2020 Verkäufe: + 225.000                         |
| 2021 | Angst –                                      | DE1 Gold · (14 Wo.)DE | AT3 Gold · (9 Wo.)AT | CH2 (8 Wo.)CH | Erstveröffentlichung: 1. Januar 2021 Verkäufe: + 215.000                        |
| 2021 | Kapitel I 2sad2disco 2sad2disco              | DE7 (6 Wo.)DE | AT24 (2 Wo.)AT | CH18 (2 Wo.)CH | Erstveröffentlichung: 3. September 2021                                         |
| 2021 | Kapitel II Vodka 2sad2disco                  | DE1 (7 Wo.)DE | AT12 Gold · (4 Wo.)AT | CH13 (4 Wo.)CH | Erstveröffentlichung: 1. Oktober 2021 Verkäufe: + 15.000                        |
| 2021 | Kapitel III Thunfisch & Weinbrand 2sad2disco | DE13 (2 Wo.)DE | AT30 (1 Wo.)AT | CH21 (1 Wo.)CH | Erstveröffentlichung: 5. November 2021                                          |
| 2021 | Kapitel IV Sport 2sad2disco                  | DE10 Gold · (10 Wo.)DE | AT44 (1 Wo.)AT | CH26 (2 Wo.)CH | Erstveröffentlichung: 26. November 2021 Verkäufe: + 200.000                     |
| 2022 | Fühlst du das auch –                         | DE6 Gold · (12 Wo.)DE | AT9 (5 Wo.)AT | CH8 (5 Wo.)CH | Erstveröffentlichung: 7. Oktober 2022 Verkäufe: + 300.000                       |
| 2022 | Nie mehr gehen –                             | DE29 (4 Wo.)DE | AT61 (1 Wo.)AT | CH71 (2 Wo.)CH | Erstveröffentlichung: 23. Oktober 2022                                          |
| 2023 | Komet Gartenstadt                            | DE1 ×2Doppelplatin · (… Wo.)DE | AT1 ×3Dreifachplatin · (97 Wo.)AT | CH2 ×4Vierfachplatin · (78 Wo.)CH | Erstveröffentlichung: 19. Januar 2023 Verkäufe: + 1.370.000; mit Udo Lindenberg |
| 2023 | Breaking Your Heart Gartenstadt              | DE3 Platin · (67 Wo.)DE | AT5 (10 Wo.)AT | CH9 (11 Wo.)CH | Erstveröffentlichung: 31. März 2023 Verkäufe: + 600.000                         |
| 2023 | Schimmel in der Villa Gartenstadt            | DE37 (4 Wo.)DE | — | — | Erstveröffentlichung: 16. April 2023                                            |
| 2023 | Neunzig Gartenstadt                          | DE2 Gold · (23 Wo.)DE | AT8 (5 Wo.)AT | CH11 (4 Wo.)CH | Erstveröffentlichung: 28. April 2023 Verkäufe: + 300.000                        |
| 2023 | Wenn das so bleibt Gartenstadt               | DE2 Gold · (22 Wo.)DE | AT7 (5 Wo.)AT | CH7 (8 Wo.)CH | Erstveröffentlichung: 19. Mai 2023 Verkäufe: + 300.000                          |
| 2024 | Loser –                                      | DE2 (16 Wo.)DE | AT12 (3 Wo.)AT | CH14 (2 Wo.)CH | Erstveröffentlichung: 1. März 2024                                              |
| 2024 | Miami –                                      | DE2 (24 Wo.)DE | AT21 (5 Wo.)AT | CH23 (2 Wo.)CH | Erstveröffentlichung: 1. August 2024                                            |
| 2025 | Morgen –                                     | DE3 (… Wo.)DE | AT20 (… Wo.)AT | CH30 (1 Wo.)CH | Erstveröffentlichung: 23. Mai 2025                                              |
| 2025 | GWHF –                                       | DE24 (1 Wo.)DE | — | — | Erstveröffentlichung: 13. Juni 2025                                             |
| 2025 | Mann muss –                                  | DE12 (… Wo.)DE | AT55 (… Wo.)AT | — | Erstveröffentlichung: 25. Juli 2025                                             |
| Folgende Lieder erschienen nicht als Single, wurden aber durch das Album zum Download und Streaming bereitgestellt und konnten somit eine Platzierung erlangen: |                                              | | | |                                                                                 |
| |                                              | | | |                                                                                 |
| 2019 | Doch in der Nacht Platte                     | DE7 Platin · (20 Wo.)DE | — | CH— GoldCH | Charteinstieg: 15. November 2019 Verkäufe: + 410.000                            |
| 2019 | Sex mit dir Platte                           | DE13 Gold · (15 Wo.)DE | — | — | Charteinstieg: 15. November 2019 Verkäufe: + 200.000                            |
| 2019 | Beef Platte                                  | DE34 Gold · (4 Wo.)DE | — | — | Charteinstieg: 15. November 2019 Verkäufe: + 300.000                            |
| 2019 | Keine Fragen Platte                          | DE44 (4 Wo.)DE | — | — | Charteinstieg: 15. November 2019                                                |
| 2019 | Grey Goose Platte                            | DE50 (3 Wo.)DE | — | — | Charteinstieg: 15. November 2019                                                |
| 2020 | Sie ruft Treppenhaus                         | DE1 Gold · (9 Wo.)DE | AT5 (6 Wo.)AT | CH7 (5 Wo.)CH | Charteinstieg: 7. August 2020 Verkäufe: + 200.000                               |
| 2020 | 28 Liter Treppenhaus                         | DE68 (1 Wo.)DE | — | — | Charteinstieg: 21. August 2020                                                  |
| 2020 | Nie verstehen Treppenhaus                    | DE82 (1 Wo.)DE | — | — | Charteinstieg: 21. August 2020                                                  |
| 2020 | Auf und Ab Treppenhaus                       | DE86 (1 Wo.)DE | — | — | Charteinstieg: 21. August 2020                                                  |
| 2020 | Beifahrersitz Treppenhaus                    | DE91 (1 Wo.)DE | — | — | Charteinstieg: 21. August 2020                                                  |
| 2020 | Stimmen Treppenhaus                          | DE— aDE | — | — | Charteinstieg: 21. August 2020                                                  |
| 2020 | Nur noch einen Schluck Treppenhaus           | DE— bDE | — | — | Charteinstieg: 21. August 2020                                                  |
| 2021 | Weißes Kleid 2sad2disco                      | DE68 (1 Wo.)DE | — | — | Charteinstieg: 10. September 2021 B-Seite von Kapitel I 2sad2disco              |
| 2021 | So weit 2sad2disco                           | DE75 (1 Wo.)DE | — | — | Charteinstieg: 10. September 2021 B-Seite von Kapitel I 2sad2disco              |
| 2021 | Lamborghini Doors 2sad2disco                 | DE50 (2 Wo.)DE | — | CH61 (1 Wo.)CH | Charteinstieg: 8. Oktober 2021 B-Seite von Kapitel II Vodka                     |
| 2021 | An der Uhr gedreht 2sad2disco                | DE98 (1 Wo.)DE | — | — | Charteinstieg: 8. Oktober 2021 B-Seite von Kapitel II Vodka                     |
| 2021 | Rhythm of the Night 2sad2disco               | DE— cDE | — | — | Charteinstieg: 12. November 2021 B-Seite von Kapitel III Thunfisch & Weinbrand  |
| 2021 | Schrei 2sad2disco                            | DE— dDE | — | — | Charteinstieg: 12. November 2021 B-Seite von Kapitel III Thunfisch & Weinbrand  |
| 2021 | Der Teufel weint 2sad2disco                  | DE41 (1 Wo.)DE | — | CH60 (1 Wo.)CH | Charteinstieg: 10. Dezember 2021 B-Seite von Kapitel IV Sport                   |
| 2021 | Nebengasse 2sad2disco                        | DE— eDE | — | — | Charteinstieg: 10. Dezember 2021 B-Seite von Kapitel IV Sport                   |
| 2023 | Was weißt du schon Gartenstadt               | DE4 (11 Wo.)DE | AT15 (2 Wo.)AT | CH23 (2 Wo.)CH | Charteinstieg: 16. Juni 2023                                                    |
| 2023 | Ein letztes Mal Gartenstadt                  | DE85 (1 Wo.)DE | — | — | Charteinstieg: 30. Juni 2023                                                    |
| 2023 | Coco Chanel Gartenstadt                      | DE97 (1 Wo.)DE | — | — | Charteinstieg: 30. Juni 2023                                                    |
| 2023 | Vorstadt Gartenstadt                         | DE— fDE | — | — | Charteinstieg: 30. Juni 2023                                                    |
| 2023 | Kurz vor 4 Gartenstadt                       | DE— gDE | — | — | Charteinstieg: 30. Juni 2023                                                    |
| 2023 | Capri Sonne Gartenstadt                      | DE— hDE | — | — | Charteinstieg: 30. Juni 2023                                                    |
| 2025 | Gesegnet                                     | DE2 (6 Wo.)DE | AT10 (3 Wo.)AT | CH9 (2 Wo.)CH | Charteinstieg: 24. Januar 2025 mit Luciano                                      |
| 2025 | Cold as Ice Gesegnet                         | DE37 (2 Wo.)DE | AT22 (2 Wo.)AT | CH19 (2 Wo.)CH | Charteinstieg: 26. Januar 2025 mit Luciano                                      |
| 2025 | Bei Nacht Gesegnet                           | — | AT53 (1 Wo.)AT | CH31 (1 Wo.)CH | Charteinstieg: 26. Januar 2025 mit Luciano                                      |

### Als Gastmusiker
| Jahr | Titel Album              | Höchstplatzierung, Gesamtwochen, AuszeichnungChartplatzierungen (Jahr, Titel, Album, Platzierungen, Wochen, Auszeichnungen, Anmerkungen) | Höchstplatzierung, Gesamtwochen, AuszeichnungChartplatzierungen (Jahr, Titel, Album, Platzierungen, Wochen, Auszeichnungen, Anmerkungen) | Höchstplatzierung, Gesamtwochen, AuszeichnungChartplatzierungen (Jahr, Titel, Album, Platzierungen, Wochen, Auszeichnungen, Anmerkungen) | Anmerkungen                                                                        |
| Jahr | Titel Album              | DE | AT | CH | Anmerkungen                                                                        |
| --- | ------------------------ | --- | --- | --- | ---------------------------------------------------------------------------------- |
| 2021 | Madonna 100 Pro          | DE1 ×3Dreifachgold · (42 Wo.)DE | AT1 Gold · (26 Wo.)AT | CH8 (12 Wo.)CH | Erstveröffentlichung: 19. Februar 2021 Verkäufe: + 615.000; Bausa feat. Apache 207 |
| 2024 | Wunder In Liebe          | DE1 Gold · (… Wo.)DE | AT2 Platin · (40 Wo.)AT | CH2 Platin · (25 Wo.)CH | Erstveröffentlichung: 26. April 2024 Verkäufe: + 360.000; Ayliva feat. Apache 207  |
| 2025 | Jupiter –                | DE2 (… Wo.)DE | AT1 (… Wo.)AT | CH4 (2 Wo.)CH | Erstveröffentlichung: 4. Juli 2025 RAF Camora feat. Apache 207                     |
| Folgende Lieder erschienen nicht als Single, wurden aber durch das Album zum Download und Streaming bereitgestellt und konnten somit eine Platzierung erlangen: |                          | | | |                                                                                    |
| |                          | | | |                                                                                    |
| 2019 | 2002 Ich und keine Maske | DE6 ×3Dreifachgold · (42 Wo.)DE | AT7 Platin · (23 Wo.)AT | CH5 Gold · (17 Wo.)CH | Charteinstieg: 4. Oktober 2019 Verkäufe: + 640.000; Sido feat. Apache 207          |

## Musikvideos
| Jahr | Titel                                | Regie                               |
| ---- | ------------------------------------ | ----------------------------------- |
| 2018 | Kleine Hure                          | NBP Films                           |
| 2018 | NoNo                                 | NBP Films                           |
| 2018 | Sidechickz                           | Hüseyin Yildirim                    |
| 2018 | Famous                               |                                     |
| 2019 | Kein Problem                         | Bertinaxe Film, NBP Films           |
| 2019 | Brot nach Hause                      | NBP Films                           |
| 2019 | Nicht wie du                         | Bertinaxe Film, NBP Films           |
| 2019 | 2 Minuten                            | Fati R.                             |
| 2019 | Roller                               | Feder Filmproduktion                |
| 2019 | 200 km/h                             | NBP Films                           |
| 2019 | Wieso tust du dir das an?            | Feder Filmproduktion                |
| 2020 | Fame                                 | Bertinaxe Film                      |
| 2020 | Boot                                 | Hüseyin Yildirim                    |
| 2020 | Bläulich                             | Niko Kaouris, Alex von Westernhagen |
| 2020 | Unterwegs                            | Niko Kaouris, Alex von Westernhagen |
| 2021 | Angst                                | Niko Kaouris, Alex von Westernhagen |
| 2021 | Madonna                              | Dustin Schöne                       |
| 2021 | Kapitel I 2sad2disco                 | Christoph Varga                     |
| 2021 | Kapitel II Vodka / Lamborghini Doors | Christoph Varga                     |
| 2021 | Kapitel III Thunfisch & Weinbrand    | Christoph Varga                     |
| 2021 | Kapitel IV Sport                     | Christoph Varga                     |
| 2021 | Der Teufel weint                     | Christoph Varga                     |
| 2022 | Fühlst du das auch                   | Niko Kaouris                        |
| 2022 | Nie mehr gehen                       | Niko Kaouris, Paul Shady            |
| 2023 | Komet                                | Niko Kaouris                        |
| 2023 | Breaking Your Heart                  | Niko Kaouris                        |
| 2023 | Schimmel in der Villa                | Niko Kaouris                        |
| 2023 | Neunzig                              | Niko Kaouris                        |
| 2023 | Wenn das so bleibt                   | Niko Kaouris                        |
| 2023 | Was weißt du schon                   | Niko Kaouris                        |
| 2024 | Loser                                | Shaho Casado                        |
| 2024 | Wunder                               | Hüseyin Yildirim                    |
| 2024 | Miami                                | Leeroy Klauhs                       |
| 2025 | Gesegnet                             | Specter Berlin                      |
| 2025 | Morgen                               | Alexander von Westernhagen          |
| 2025 | GWHF                                 | Leeroy Klauhs                       |
| 2025 | Jupiter                              | Shaho Casado                        |
| 2025 | Mann muss                            | Hüseyin Yildirim                    |

## Sonderveröffentlichungen

### Alben
| Jahr | Titel Musiklabel                     | Anmerkungen                                                                        |
| ---- | ------------------------------------ | ---------------------------------------------------------------------------------- |
| 2021 | Die glorreichen Drei TwoSides (Sony) | Erstveröffentlichung: 10. Dezember 2021 Inhalt: Platte, Treppenhaus und 2sad2disco |

### Lieder
| Jahr | Titel Album              | Anmerkungen                                                    |
| ---- | ------------------------ | -------------------------------------------------------------- |
| 2019 | 2002 Ich und keine Maske | Erstveröffentlichung: 27. September 2019 Sido feat. Apache 207 |
| 2021 | Madonna 100 Pro          | Erstveröffentlichung: 26. Februar 2021 Bausa feat. Apache 207  |
| 2024 | Wunder In Liebe          | Erstveröffentlichung: 16. August 2024 Ayliva feat. Apache 207  |

## Statistik

### Chartauswertung
|                     | DE    | AT    | CH    |
| ------------------- | ----- | ----- | ----- |
| Nummer-eins-Alben   | DE2DE | AT2AT | CH1CH |
| Top-10-Alben        | DE4DE | AT4AT | CH3CH |
| Alben in den Charts | DE5DE | AT5AT | CH5CH |

|                       | DE     | AT     | CH     |
| --------------------- | ------ | ------ | ------ |
| Nummer-eins-Singles   | DE12DE | AT5AT  | CH1CH  |
| Top-10-Singles        | DE28DE | AT20AT | CH17CH |
| Singles in den Charts | DE53DE | AT33AT | CH33CH |

### Auszeichnungen für Musikverkäufe
Anmerkung: Auszeichnungen in Ländern aus den Charttabellen bzw. Chartboxen sind in ebendiesen zu finden.
| Land/RegionAuszeichnungen für Musikverkäufe (Land/Region, Auszeichnungen, Verkäufe, Quellen) | Gold       | Platin       | Verkäufe   | Quellen                         |
| -------------------------------------------------------------------------------------------- | ---------- | ------------ | ---------- | ------------------------------- |
| Deutschland (BVMI)                                                                           | 21× Gold21 | 18× Platin18 | 12.075.000 | musikindustrie.de               |
| Österreich (IFPI)                                                                            | 8× Gold8   | 16× Platin16 | 600.000    | ifpi.at                         |
| Schweiz (IFPI)                                                                               | 8× Gold8   | 13× Platin13 | 350.000    | hitparade.ch musikwoche.de: CH2 |
| Insgesamt                                                                                    | 37× Gold37 | 47× Platin47 |            |                                 |